# Întârzierea
Întârzierea este un film românesc din 2012 regizat de Dan Stoica. Rolurile principale au fost interpretate de actorii Constantin Codrescu, Tamara Crețulescu, Dan Bubulici.

## Distribuție
Distribuția filmului este alcătuită din:
- Tamara Crețulescu — Diana Vlahu
- Constantin Codrescu — Mircea Vlahu
- Alexandru Jeder — Cornel
- Dan Bubulici — Mitică